# 달콤 쌉싸름한 초콜릿
달콤 쌉싸름한 초콜릿(스페인어: Como agua para chocolate), 또는 달콤 쌉싸름한 초콜렛은 멕시코의 소설가이자 시나리오 작가인 라우라 에스키벨의 소설이다. 1989년 멕시코에서 처음 출판되었다.
이 소설의 주인공은 티타라는 젊은 여자이다. 그는 사랑하는 남자 페드로와 함께 할 수 없다. 그의 사랑을 막는 것은 그의 어머니가 고수하는 가문의 전통인데, 막내딸인 티타는 결혼할 수 없고 대신 어머니가 돌아가실 때까지 모셔야 하기 때문이다. 소설 속에서 티타는 요리를 통해 자신을 드러내는 기회를 얻는다.
라우라 에스키벨은 소설 전반에 걸쳐서 마술적 사실주의를 통해 초자연적인 요소와 일상적인 요소를 결합한다.

## 줄거리
달콤 쌉싸름한 초콜릿은 총 12개의 장으로 구성되어 있으며, 각 장에는 주인공 티타가 겪는 특정 사건과 관련되는 멕시코 요리법이 포함되어 있다.
15세 주인공 티타 드 라 가르자는 군림하는 어머니인 마마 엘레나, 언니인 헤르트루디스, 로사우라, 목장의 요리사인 나챠, 목장의 가정부인 첸챠와 함께 멕시코-미국 국경 근처의 목장에 살고 있다.
페드로 마르퀴즈는 티타가 크리스마스 파티에서 첫눈에 반한 이웃이다. 그리고 티타의 감정은 혼자만의 것이 아니었다. 그래서 페드로는 마마 엘레나에게 티타와의 결혼을 허락해달라고 요청한다. 하지만 마마 엘레나는 막내딸인 티타가 독신으로 남아 어머니인 자신이 죽을 때까지 자신과 함께 있어야 한다는 드 라 가르자 가문의 전통을 이유로 결혼을 금지시킨다. 대신 마마 엘레나는 티타의 큰 언니인 로사우라와의 결혼을 페드로에게 제안한다. 티타와 조금이라도 가까이서 지내기 위해 페드로는 이 제안을 승낙한다.
티타는 자라면서 유모 나챠 덕분에 음식 및 요리와 깊은 관계를 맺고 있었다. 요리에 대한 그녀의 사랑은 그녀가 부엌에서 태어났다는 사실에서도 비롯된다.
마마 엘레나는 로사우라의 결혼식 피로연을 위한 식사 준비를 하는 나챠를 돕도록 티타에게 강요한다. 웨딩 케이크를 준비하는 동안 티타는 슬픔에 잠겨 케이크 반죽에 대고 운다. 결혼식 피로연에서 티타를 제외한 모든 사람들은 웨딩 케이크를 먹은 후 심한 고통을 느끼고 여기저기서 구토한다. 마마 엘레나는 티타가 웨딩케이크에 구토제를 넣었다고 의심하고, 티타를 심하게 때린다. 결혼식 날, 티타는 나챠가 약혼자의 사진을 들고 침대에 누워 죽어 있는 것을 발견한다.
나중에 로사우라는 아들 로베르토를 출산한다. 이때 티타가 로베르토를 직접 받는다. 로사우라가 임신 합병증에서 회복하는 동안 로베르토를 돌볼 수 없었으므로, 티타는 배고픈 아기에게 젖을 물린다. 놀랍게도 티타에게서는 모유가 나왔고 로베르토를 간호할 수 있었다. 이로 인해 티타와 페드로는 그 어느 때보다 가까워지고, 밀회를 시작한다.
티타는 요리에 강렬한 감정을 쏟아부어 의도치 않게 사람들에게 영향을 준다. 어느 날 저녁 티타는 페드로에 대한 자신의 에로틱한 생각과 함께 장미 꽃잎 소스와 메추라기 요리를 만든다. 이 음식을 먹은 헤르트루디스는 정욕에 불타올라 분홍색 장미 향기 땀을 흘린다. 그녀가 샤워하면서 몸을 식히려고 할 때, 그녀의 몸이 너무 뜨거워 물이 몸에 닿기도 전에 증발하고 샤워기 자체에 불이 붙는다. 헤르트루디스가 알몸으로 불타는 샤워실에서 뛰쳐나오자 혁명 대장 후안 알레한드레즈가 말을 타고 달려와 그녀를 태워간다. 후안은 헤르트루디스의 장미 향기에 이끌려 전쟁터에서 달려온 것이었다. 그들은 목장을 질주하며 말 위에서 사랑을 나눈다. 나중에 헤르트루디스는 국경의 매춘소에서 일하는 것으로 밝혀지고 이후 마마 엘레나로부터 버림받는다.
마마 엘레나는 티타와 페드로의 관계를 의심하기 시작하고, 로사우라, 페드로, 로베르토를 샌안토니오로 보내버린다. 로베르토는 이사 직후에 사망하고, 로사우라는 딸 에스페란사를 낳다가 합병증이 도져 자궁적출술을 받아야 하는 처지에 놓인다. 티타는 로베르토의 죽음에 비통해하고, 마마 엘레나를 비난한다. 마마 엘레나는 나무 숟가락으로 티타의 얼굴을 때려 코를 부러뜨린다. 조카의 죽음으로 망가진 티타는 마마 엘레나의 통제에 협조할 의지를 완전히 상실하고, 비둘기장에 틀어박혀 있는다. 마마 엘레나는 홀아비 의사인 존 브라운을 불러, 티타를 정신병원으로 데려가라고 말한다. 존은 티타를 데려가지만 정신병원 대신 어린 아들 알렉스가 있는 자신의 집으로 데려간다.
티타는 상처에서 회복하고, 이내 존과 사랑에 빠지지만 페드로를 잊지 않는다. 그때 목장에서는 도적떼가 침입해서 마마 엘레나가 마비되는 부상을 입는다. 그리하여 티타는 마마 엘레나를 돌보기 위해 집으로 귀환한다. 티타가 목장으로 돌아온 후 마마 엘레나는 티타가 자신에게 독을 먹인다는 의심에 사로잡혀서, 독을 뱉기 위해 토근을 마시기 시작한다. 결국 마마 엘레나는 병들어 죽는다. 그 와중에 티타는 과거 마마 엘레나가 혼혈 남자와 관계를 맺었고, 헤르트루디스가 그때 태어난 아이라는 사실을 알게 된다.
마마 엘레나의 사망 후, 티타는 존의 청혼을 승낙한다. 존이 결혼식에 친척 어른을 모셔오기 위해 미국으로 떠난 사이, 티타와 페드로는 성관계를 맺는다. 그 후 티타는 페드로의 아이를 임신했을까봐 점점 더 불안해한다. 마마 엘레나의 유령은 티타 앞에 나타나 태어나지 않은 아이와 그 어머니가 저주를 받았다고 말한다. 이제는 후안 알레한드레즈와 결혼하고 군대의 장군이 된 헤르트루디스는 그녀의 병사들과 함께 목장으로 돌아온다. 헤르트루디스는 페드로 앞에서 티타가 걱정하고 있는 임신을 언급하고, 그들이 함께 도망가는 것을 고려하도록 만든다. 이로 인해 페드로는 술을 마시고 티타가 마마 엘레나의 유령과 말다툼을 하는 창문 아래에서 사랑 노래를 부르게 된다. 이때 티타는 월경이 늦었을 뿐, 임신이 아니라고 밝히고 마마 엘레나의 손아귀에서 영원히 벗어나게 된다. 그러나 마마 엘레나의 유령은 끝까지 티타를 괴롭히기 위해 페드로를 불태워 심한 화상을 입힌다. 그러는 동안, 티타는 에스페란사를 두고 로사우라와 언쟁하기도 한다. 로사우라가 어린 딸 에스페란사를 티타처럼 평생 어머니를 모시는 딸로 키우기를 바라고 있었기 때문이다. 티타는 에스페란사가 자신과 같은 삶을 살게 하지 않겠다고 맹세한다. 그리고 티타는 저녁 식사에서 페드로와의 일 때문에 결혼할 수 없다고 존에게 말한다.
수년 후 로사우라는 소화에 관한 문제로 악취와 함께 죽고, 존의 아들 알렉스와 에스페란사는 약혼한다. 결혼식 도중 페드로는 티타에게 청혼한다. 티타는 받아들이고, 페드로는 결혼식 직후 부엌 창고에서 사랑을 나누다 죽는다. 티타는 슬픔과 추위에 휩싸여 양초를 먹기 시작한다. 양초는 페드로의 기억의 열에 의해 불꽃이 튀어 두 사람 모두를 삼키는 화려한 불을 일으키고 결국 목장 전체를 태워버린다.
소설의 서술자는 에스페란사의 딸로, 고모할머니 티타의 이름을 따서 동명의 애칭을 가지고 있다. 서술자는 어째서인지 화재 이후 연기가 자욱한 목장의 잔해 속에서 티타의 요리책만이 살아남았다고 밝힌다. 그리고 그 요리책에는 앞선 장에 적힌 모든 요리법이 적혀있었다.

## 등장인물
- 호세피타 (티타) 드 라 가르자: 소설의 주인공. 재능 있는 요리사이자 페드로의 연인.
- 페드로 마르퀴즈: 티타와 가까이 지내기 위해 로사우라와 결혼한 티타의 연인.
- 엘레나 드 라 가르자 (마마 엘레나): 티타를 지배하려 하는 어머니.
- 헤르트루디스 드 라 가르자: 티타의 둘째 언니.
- 로사우라 드 라 가르자: 티타의 첫째 언니. 페드로와 에스페란사를 두고 티타와 갈등을 빚는다.
- 존 브라운: 티타와 사랑에 빠진 의사. 티타가 회복하도록 열과 성을 다해 돕는다.
- 첸챠: 목장의 가정부.
- 로베르토 마르퀴즈: 페드로와 로사우라의 아들. 어린 나이에 죽는다.
- 에스페란사 마르퀴즈: 페드로와 로사우라의 딸. 서술자의 어머니이기도 하다.
- 알렉스 브라운: 존 브라운의 아들. 에스페란사와 결혼한다.
- 후안 알레한드레즈: 혁명 대장. 헤르트루디스를 데려가 그녀와 결혼한다.

## 주제

### 자아 성장
소설 초반에 티타는 순종적인 태도를 보였다. 하지만 이야기가 전개되면서, 마마 엘레나에게 저항하는 법을 배우고 점차 다양한 방식을 통해 내면의 열정을 표현하는 데 능숙해진다. 티타는 요리를 통해 감정을 표현하고 마마 엘레나의 횡포에 대처하는 법을 배운다.

### 폭력
마마 엘레나는 티타에게 순종을 강요하면서 폭력적으로 대한다. 가령 페드로와 로사우라의 결혼식 준비에 티타를 밀어넣은 것은 지극히 잔인한 처사이다. 마마 엘레나는 티타의 작은 항의에도 엄청난 설교와 구타로 반응한다. 티타가 자신의 의무를 다하지 않았다고 의심돼도 구타를 자행한다. 물론 마마 엘레나의 폭력은 소설에 나온 대로 도적떼와 혁명가들로부터 가족을 지키기 위해 불가피한 잔혹성일 수 있다. 그러나 소설 후반에 보이는 마마 엘레나의 유령과 티타의 관계는 티타의 상처가 크고 깊다는 것을 명확하게 보여준다.

### 역사와의 유사성
소설 전반에 걸쳐 고양된 티타와 페드로의 낭만적인 사랑은 가문의 전통을 맹목적으로 강요하는 마마 엘레나에 의해 거부된다. 그러나 마마 엘레나의 전통은 점진적으로 무시된다. 이는 점점 격렬해지는 멕시코 혁명이라는 배경과 유사한 구조를 가진다. 또한 멕시코 혁명 기간 동안 권력이 소수에게 집중되었고 사람들은 자신의 의견을 자유롭게 말할 수 없었다는 점에서, 소설과 역사는 매우 유사하다. 달콤 쌉싸름한 초콜릿의 마마 엘레나는 권력을 쥔 선택된 소수를 대표하고, 티타는 의사표현할 힘이 없는 인민을 대표하는 것이다.

### 마술적인 반항
티타는 그의 소명을 암시하는 공간인 주방에서 태어났다. 막내딸이 어머니를 돌보아야 한다는 가문의 전통을 따르는 마마 엘레나는 티타가 사랑에 빠지거나 결혼하거나 임신하는 것을 금지하고 부엌에서 일하도록 강요한다. 티타는 성장하면서 어머니의 기대에 부응하는 것처럼 보여진다. 하지만 티타는 요리를 통해 자신의 억압된 감정을 표현하는 창의적인 방법을 고안하여 반항한다. 티타에게는 자신의 욕망과 감정을 음식에 담는 마법적인 능력이 있었던 것이다. 티타는 비록 자신의 친밀한 감정을 공유할 수 없었지만, 요리하고 음식을 나누는 행위를 통해 자신의 열정을 세상에 전한다.

### 음식
음식은 이 소설 전체에서 볼 수 있는 주요 테마이다. 등장인물의 감정과 상황을 표현하기 위한 독창적인 장치로 사용된 것이다. 이야기 속 음식의 마법적 특성으로 인해서, 음식에 주입된 티타의 감정 음식을 먹는 인물의 마음과 정신의 변화를 만들어낸다.

## 제목의 의미
'달콤 쌉싸름한 초콜릿'으로 번역된 어구 'como agua para chocolate(초콜릿용 물처럼)'은, 스페인어의 관용구이다. 이는 스페인어권에서 널리 사용되는 표현으로, 감정이 끓어서 넘치기 직전의 상태에 있음을 의미한다. 멕시코를 비롯한 일부 라틴 아메리카 국가에서는 우유가 아닌 끓기 직전의 물로 핫초콜릿을 제조한다.

## 속편
2016년, 후속편 '티타의 일기(스페인어: El diario de Tita)'가 출간되었다. 이 작품은 티타의 삶을 더 자세히 탐구한다. 2017년에는 시리즈의 세 번째 책인 '나의 검은 과거(스페인어: Mi negro pasado)'가 출간되었다. 이 작품은 티타의 일기를 발견한 페드로와 로사우라의 후손 마리아의 이야기를 다룬다.

## 각색
1992년 알폰소 아라우 감독에 의해 동명의 영화 달콤 쌉사름한 초콜릿이 제작되었다.
2022년에는 소설을 원작으로 한 발레가 Christopher Wheeldon과 Joby Talbot에 의해 만들어졌다. 멕시코 지휘자 Alondra de la Parra는 자문 위원으로 참여했다. 2022년 6월 2일 로열 발레단에서 세계 초연을 가졌다. 2023년 3월 29일 미국에서 초연되었다. 이 발레 공연은 폭넓게 긍정적인 평가를 받았다.